# Njazi Kuqi
Njazi Kuqi (Vučitrn, 25 marzo 1983) è un ex calciatore finlandese di origine albanese, di ruolo attaccante.
Ha un fratello Shefki, anch'egli calciatore.

## Carriera

### Club
Kuqi cominciò a giocare nei finlandesi del FC Lahti nel 2002, e, militando nelle file del Lahti, nel 2004 fu eletto il miglior giocatore finlandese under-21. Nelle tre stagioni al club, Kuqi colleziona 57 presenze e 20 gol. Nel gennaio 2005, Kuqi firma per gli inglesi del Birmingham City per 400.000 sterline, ma non ottiene alcuna presenza col club per il finale della stagione 2004-05, figurando fra le riserve una sola volta, in un 2-0 esterno subito dal Chelsea in FA Cup. Kuqi è titolare fisso della squadra delle riserve, ma trova difficile giocare in prima squadra a causa della presenza, prima di lui, di giocatori di grande esperienza come Emile Heskey o il connazionale Mikael Forssell. Nella seconda metà della stagione 2005-06, allora, Kuqi va in prestito al Blackpool, in Football League One, per un mese. Il giorno dopo l'arrivo a Blackpool, debutta nel 4-2 vittorioso contro il Doncaster Rovers, subentrando all'81º minuto. Debutta da titolare nella sconfitta esterna per 3-0 contro il MK Dons, e, in tutto, colleziona 4 presenze con il Blackpool, prima di tornare a Birmingham. Nel marzo 2006, viene mandato ancora una volta in prestito, stavolta al Peterborough United, in Football League Two, sino alla fine della stagione. Nonostante ciò, Kuqi disputò solo una partita per il club, giocando titolare nel 2-2 con il Barnet, prima di ritornare al Blackpool un mese prima del previsto. Alla fine della stagione 2006-07, Kuqi viene svincolato dal contratto che lo lega al Birmingham, senza aver mai collezionato una sola presenza ufficiale col club.
Nel giugno 2006, Kuqi firma per gli Olandesi del Groningen, dove si trova a competere per un posto da titolare con giocatori del calibro dell'ex-attaccante del Manchester Utd Erik Nevland. Dopo una serie di dispute a causa di vari incidenti con i compagni di squadra, nell'agosto dello stesso anno, Kuqi rescinde il contratto con la società olandese, senza aver mai giocato, solo due settimane dopo l'inizio della stagione. Sei mesi dopo, firma un contratto per un anno e mezzo con i tedeschi dello Carl Zeiss Jena, dopo aver perso l'opportunità di legarsi all'ex-club di suo fratello Shefki, l'Ipswich Town. Comunque, nel suo nuovo club, Kuqi dovette lottare per ottenere un posto in prima squadra e dovette spesso giocare per la formazione delle riserve, in NOFV-Oberliga, quarta divisione del campionato tedesco. Nel gennaio 2008, viene messo sotto contratto per 3 anni dal Coblenza. Nella seconda metà della stagione 2007-2008, Kuqi segna 4 gol in 9 presenze, segnando il suo primo gol con la nuova maglia nell'1-1 esterno contro il St. Pauli. Segna anche nel 3-2 esterno vittorioso sul Kaiserslautern 10 giorni dopo. A seguito di ciò, comincia la stagione successiva come punta di diamante del club, e gioca un totale di 29 partite, segnando però solo 5 volte, con il Coblenza che per poco evita la retrocessione. Rimane per la stagione 2009-10, ma gioca poco a causa di molti infortuni, con 14 partite disputate e 2 soli gol segnati, nelle sconfitte contro il St. Pauli ed il Karlsruher. Gioca la sua ultima partita nel marzo 2010, subentrando all'83º minuto nella sconfitta per 2-0 contro l'Oberhausen. Al termine della stagione, lascia il club.
Trascorre una settimana in prova per gli olandesi di Eerste Divisie (la seconda divisione) del Roosendaal nel luglio 2010, segnando nell'1-0 dell'amichevole contro i belgi dell'Anversa. Solo tre giorni dopo il suo periodo di prova, Njazi si riunisce al fratello Shefki, dopo che i due avevano già giocato insieme al Coblenza. Infatti Njazi si accasa ai gallesi dello Swansea, sempre in prova, stavolta per due settimane. Gioca un'amichevole pre-campionato contro il Port Talbot, segnando il gol della vittoria al 93º minuto. Segna anche in un'altra amichevole contro il Llanelli, segnando il gol finale da 25 metri del 5-1 conclusivo. Nonostante ciò non ottiene un contratto con lo Swansea, e successivamente tenta una prova con lo Stevenage: gioca in un match per riserve contro l'Ipswich e in campionato contro lo Stockport County, ma non riesce ad ottenere un contratto neanche qui. Poco dopo, però, il 1º settembre 2010, Kuqi ottiene un contratto per il club di Scottish First Division, il Dundee; il contratto ha durata annuale. Debutta nella sconfitta per 3-1 contro il Dunfermline, e gioca altre due volte per il club. Infatti, nell'ottobre successivo, è fra i 9 giocatori svincolati dal club, finito in amministrazione controllata. Queste le parole di Kuqi sull'accaduto:
Il 28 marzo 2011, però, il TPS Turku annuncia sul suo sito web che Njazi Kuqi ha firmato col club un contratto annuale.

### Nazionale
Nel marzo 2005, Kuqi riceve la convocazione dalla Finlandia per un'amichevole contro il Kuwait, e segna l'unico gol dell'1-0 finale. Sei giorni dopo, subentra dalla panchina nell'amichevole contro l'Arabia Saudita e segna due gol nello spazio di 5 minuti, per il 4-1 finale. Nel 2005, viene cacciato per 6 mesi dalla nazionale per aver trascorso la notte dopo la partita per festeggiare il suo compleanno per le vie di Praga col compagno Toni Koskela. Dopo ciò, Kuqi non viene più convocato in nazionale, e afferma che non gli dispiacerebbe giocare per il Kosovo, ma nell'agosto 2008 viene convocato dal c.t. Stuart Baxter per un'amichevole contro Israele, ma non viene utilizzato. Nel settembre successivo colleziona la terza presenza, subentrando al 75º minuto del 3-3 contro la Germania nelle qualificazioni per il mondiale 2010.

## Statistiche

### Presenze e reti nei club
Statistiche aggiornate al 20 marzo 2014.
| Stagione               | Squadra                | Campionato             | Campionato | Campionato | Coppe nazionali | Coppe nazionali | Coppe nazionali | Coppe continentali | Coppe continentali | Coppe continentali | Altre coppe | Altre coppe | Altre coppe | Totale | Totale |
| Stagione               | Squadra                | Comp                   | Pres       | Reti       | Comp            | Pres            | Reti            | Comp               | Pres               | Reti               | Comp        | Pres        | Reti        | Pres   | Reti   |
| ---------------------- | ---------------------- | ---------------------- | ---------- | ---------- | --------------- | --------------- | --------------- | ------------------ | ------------------ | ------------------ | ----------- | ----------- | ----------- | ------ | ------ |
| 2002                   | Lahti                  | A                      | 24         | 5          | CF+CdLF         | 1+0             | 0+0             | -                  | -                  | -                  | -           | -           | -           | 25     | 5      |
| 2003                   | Lahti                  | A                      | 14         | 6          | CF+CdLF         | 2+0             | 2+0             | -                  | -                  | -                  | -           | -           | -           | 16     | 8      |
| 2004                   | Lahti                  | A                      | 15         | 5          | CF+CdLF         | 1+0             | 2+0             | -                  | -                  | -                  | -           | -           | -           | 16     | 7      |
| 2005                   | Lahti                  | A                      | 0          | 0          | CF+CdLF         | 0+0             | 0+0             | -                  | -                  | -                  | -           | -           | -           | 0      | 0      |
| Totale Lahti           | Totale Lahti           | Totale Lahti           | 53         | 16         |                 | 4               | 4               |                    |                    |                    |             |             |             | 57     | 20     |
| 2004-2005              | Birmingham City        | PL                     | 0          | 0          | FACup+CdL       | 0+0             | 0+0             | -                  | -                  | -                  | -           | -           | -           | 0      | 0      |
| 2005-2006              | Birmingham City        | PL                     | 0          | 0          | FACup+CdL       | 0+0             | 0+0             | -                  | -                  | -                  | -           | -           | -           | 0      | 0      |
| Totale Birmingham City | Totale Birmingham City | Totale Birmingham City | 0          | 0          |                 | 0               | 0               |                    |                    |                    |             |             |             | 0      | 0      |
| gen.-mar. 2006         | Blackpool              | FL1                    | 4          | 0          | FACup+CdL       | 0+0             | 0+0             | -                  | -                  | -                  | -           | -           | -           | 4      | 0      |
| mar.-giu. 2006         | Peterborough United    | FL2                    | 1          | 0          | FACup+CdL       | 0+0             | 0+0             | -                  | -                  | -                  | -           | -           | -           | 1      | 0      |
| 2006-2007              | Groningen              | ED                     | 0          | 0          | CO              | 0               | 0               | -                  | -                  | -                  | -           | -           | -           | 0      | 0      |
| 2006-2007              | Carl Zeiss Jena        | ZL                     | 1          | 0          | CG              | 0               | 0               | -                  | -                  | -                  | -           | -           | -           | 1      | 0      |
| 2007-2008              | Carl Zeiss Jena        | ZL                     | 0          | 0          | CG              | 0               | 0               | -                  | -                  | -                  | -           | -           | -           | 0      | 0      |
| Totale Carl Zeiss Jena | Totale Carl Zeiss Jena | Totale Carl Zeiss Jena | 1          | 0          |                 | 0               | 0               |                    |                    |                    |             |             |             | 1      | 0      |
| gen.-giu. 2008         | Coblenza               | ZL                     | 9          | 4          | CG              | 0               | 0               | -                  | -                  | -                  | -           | -           | -           | 9      | 4      |
| 2008-2009              | Coblenza               | ZL                     | 29         | 5          | CG              | 2               | 2               | -                  | -                  | -                  | -           | -           | -           | 31     | 7      |
| 2009-2010              | Coblenza               | ZL                     | 14         | 2          | CG              | 2               | 0               | -                  | -                  | -                  | -           | -           | -           | 16     | 2      |
| Totale Coblenza        | Totale Coblenza        | Totale Coblenza        | 52         | 11         |                 | 4               | 2               |                    |                    |                    |             |             |             | 56     | 13     |
| set. 2010              | Stevenage              | FL2                    | 1          | 0          | FACup+CdL       | 0+0             | 0+0             | -                  | -                  | -                  | -           | -           | -           | 1      | 0      |
| 2010-2011              | Dundee                 | SPL                    | 3          | 0          | SFACup+SCdL     | 0+0             | 0+0             | -                  | -                  | -                  | -           | -           | -           | 3      | 0      |
| 2011                   | TPS Turku              | A                      | 21         | 8          | CF+CdLF         | 0+0             | 0+0             | UEL                | 2                  | 0                  | -           | -           | -           | 23     | 8      |
| 2011-2012              | Panionios              | SL                     | 24         | 10         | CG              | 2               | 0               | -                  | -                  | -                  | -           | -           | -           | 26     | 10     |
| 2012-2013              | Atromitos              | SL                     | 20+4       | 1+0        | CG              | 1               | 0               | UEL                | 2                  | 0                  | -           | -           | -           | 27     | 1      |
| gen. 2014              | Pro Vercelli           | 1D                     | 8          | 0          | CI+CI-LP        | 0+0             | 0               | -                  | -                  | -                  | -           | -           | -           | 6      | 0      |
| Totale carriera        | Totale carriera        | Totale carriera        | 186+4      | 46+0       |                 | 11              | 6               |                    | 4                  | 0                  |             |             |             | 205    | 52     |

### Cronologia presenze e reti in Nazionale
| Cronologia completa delle presenze e delle reti in nazionale ― Finlandia | Cronologia completa delle presenze e delle reti in nazionale ― Finlandia | Cronologia completa delle presenze e delle reti in nazionale ― Finlandia | Cronologia completa delle presenze e delle reti in nazionale ― Finlandia | Cronologia completa delle presenze e delle reti in nazionale ― Finlandia | Cronologia completa delle presenze e delle reti in nazionale ― Finlandia | Cronologia completa delle presenze e delle reti in nazionale ― Finlandia | Cronologia completa delle presenze e delle reti in nazionale ― Finlandia |
| Data                                                                     | Città                                                                    | In casa                                                                  | Risultato                                                                | Ospiti                                                                   | Competizione                                                             | Reti                                                                     | Note                                                                     |
| ------------------------------------------------------------------------ | ------------------------------------------------------------------------ | ------------------------------------------------------------------------ | ------------------------------------------------------------------------ | ------------------------------------------------------------------------ | ------------------------------------------------------------------------ | ------------------------------------------------------------------------ | ------------------------------------------------------------------------ |
| 12-3-2005                                                                | Madinat al-Kuwait                                                        | Kuwait                                                                   | 0 – 1                                                                    | Finlandia                                                                | Amichevole                                                               | 1                                                                        | 84’                                                                      |
| 18-3-2005                                                                | Dammam                                                                   | Arabia Saudita                                                           | 1 – 4                                                                    | Finlandia                                                                | Amichevole                                                               | 2                                                                        | 46’                                                                      |
| 10-9-2008                                                                | Helsinki                                                                 | Finlandia                                                                | 3 – 3                                                                    | Germania                                                                 | Qual. Mondiali 2010                                                      | -                                                                        | 75’                                                                      |
| 29-2-2012                                                                | Klagenfurt                                                               | Austria                                                                  | 3 – 1                                                                    | Finlandia                                                                | Amichevole                                                               | -                                                                        | 61’                                                                      |
| 26-5-2012                                                                | Siezenheim                                                               | Turchia                                                                  | 2 – 3                                                                    | Finlandia                                                                | Amichevole                                                               | -                                                                        | 76’                                                                      |
| 1-6-2012                                                                 | Tartu                                                                    | Estonia                                                                  | 1 – 2                                                                    | Finlandia                                                                | Coppa del Baltico 2012                                                   | 2                                                                        | 83’                                                                      |
| 3-6-2012                                                                 | Võru                                                                     | Lettonia                                                                 | 1 – 1 dts (5 – 6 dtr)                                                    | Finlandia                                                                | Coppa del Baltico 2012                                                   | -                                                                        | 57’                                                                      |
| 15-8-2012                                                                | Belfast                                                                  | Irlanda del Nord                                                         | 3 – 3                                                                    | Finlandia                                                                | Amichevole                                                               | -                                                                        | 83’                                                                      |
| 7-9-2012                                                                 | Helsinki                                                                 | Finlandia                                                                | 0 – 1                                                                    | Francia                                                                  | Qual. Mondiali 2014                                                      | -                                                                        | 78’                                                                      |
| 11-9-2012                                                                | Teplice                                                                  | Rep. Ceca                                                                | 0 – 1                                                                    | Finlandia                                                                | Amichevole                                                               | -                                                                        | 90’                                                                      |
| 14-11-2012                                                               | Nicosia                                                                  | Cipro                                                                    | 0 – 3                                                                    | Finlandia                                                                | Amichevole                                                               | -                                                                        | 83’                                                                      |
| 26-3-2013                                                                | Lussemburgo                                                              | Lussemburgo                                                              | 0 – 3                                                                    | Finlandia                                                                | Amichevole                                                               | -                                                                        | 81’                                                                      |
| Totale                                                                   |                                                                          | Presenze                                                                 | 12                                                                       |                                                                          | Reti                                                                     | 5                                                                        |                                                                          |